# Hogan Ephraim
Hogan Phillip Ephraim (North London, 31 marzo 1988) è un ex calciatore inglese, di ruolo centrocampista.

## Carriera

### Club
Ha giocato più di 100 partite in Championship.

### Nazionale
Ha giocato nelle nazionali giovanili inglesi Under-16, Under-17, Under-18 ed Under-19.